# Cephalotaxus latifolia
Cephalotaxus latifolia (Главотис широколистий, кит.: 宽叶粗榧, kuan ye cu fei) — вид хвойних рослин родини головчатотисових. Видовий епітет описує широке листя виду.

## Поширення, екологія
Країни поширення: Китай (Чунцин, Фуцзянь, Гуандун, Гуансі, Гуйчжоу, Хубей, Хунань, Цзянсі). Це вид, що мешкає в гірських районах на висотах між 900 і 2400 м над рівнем моря. Він росте у вторинній рослинності, як правило, утворюючи кущі.

## Морфологія
Кущ або невелике дерево до 5 м висотою. Кора сіро-коричнева. Листова пластинка темно-оливково-зелена зверху, листки лінійні, прямі, довжиною 1.6–3 см, 2.8–4(6) мм у ширину, шкірясті, знизу білі жилові смуги. Насіння оберненояйцювате, довжиною 1,8–2 см, вершина з невеликим вістрям у центрі. Запилення відбувається у травні.

## Використання
Ймовірно, вид використовують як паливо й деревину, а також для традиційної медицини.

## Загрози та охорона
Цей вид, ймовірно, відчув деяке зниження в результаті перетворення середовища проживання для інших цілей. Також може мати лікарську цінність, як і інші члени роду. Неясно, чи цей вид зустрічається в будь-яких охоронних територіях.